# Napolitaanse School (muziek)
De Napolitaanse School was een school van operacomponisten tussen ongeveer 1650 en 1750, die in Napels opgeleid of werkzaam waren.
Francesco Provenzale, Alessandro Scarlatti, Nicola Porpora, Francesco Durante, Giovanni Battista Pergolesi, Niccolò Piccinni, Giovanni Paisiello, Domenico Cimarosa en Johann Adolf Hasse behoren tot deze school. Typische stijlkenmerken zijn: scheiding van recitatief en aria, bekorting van het recitatief, het vrijwel uitsluitend gebruik van de da capo-vorm in de aria, de virtuositeit van de solozang, de driedelige Italiaanse of Napolitaanse ouverture (snel–langzaam–snel). 
Door de invloed van Pietro Metastasio kwam er na 1720 een scheiding tussen de (ernstige) opera seria (virtuositeit in de aria's; weinig koren) en de (komische) opera buffa (recitativo secco; parlando; ritmische levendigheid). De Napolitaanse stijl breidde zich begin 18de eeuw uit over geheel Europa.

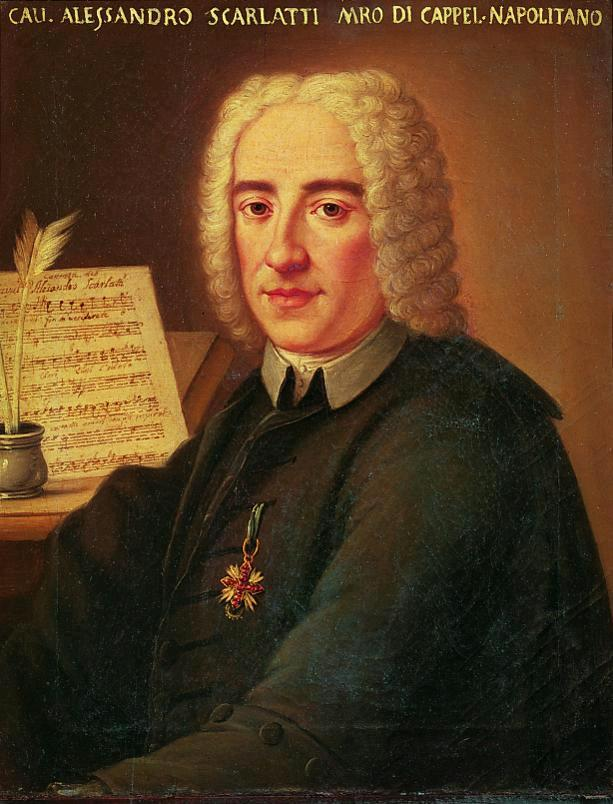
Alessandro Scarlatti
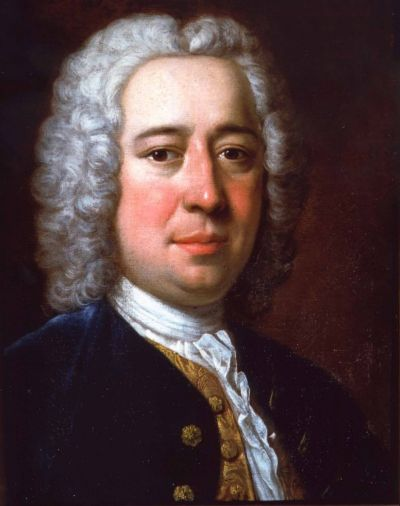
Nicola Porpora
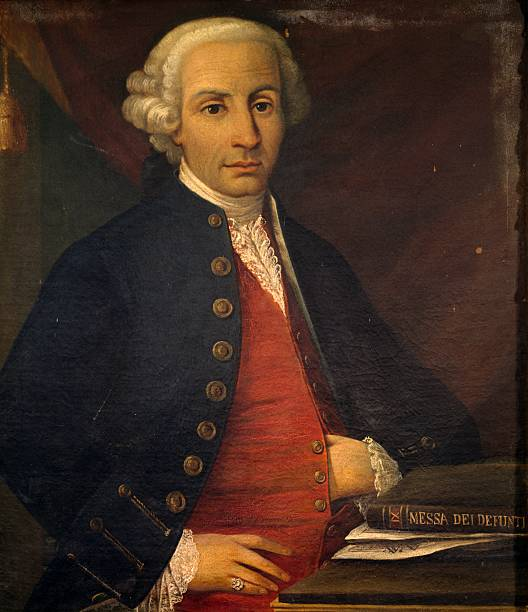
Francesco Durante
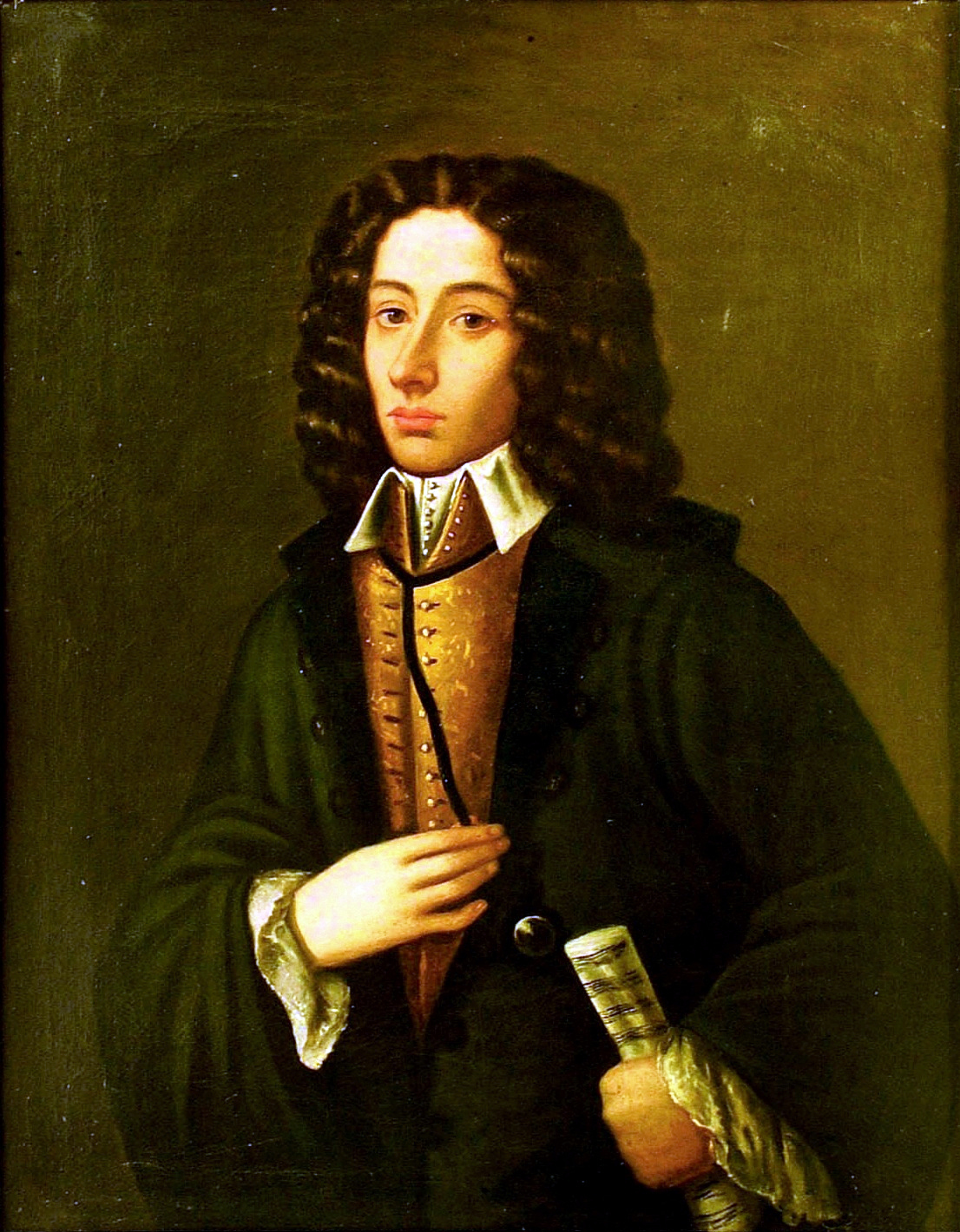
Giovanni Battista Pergolesi
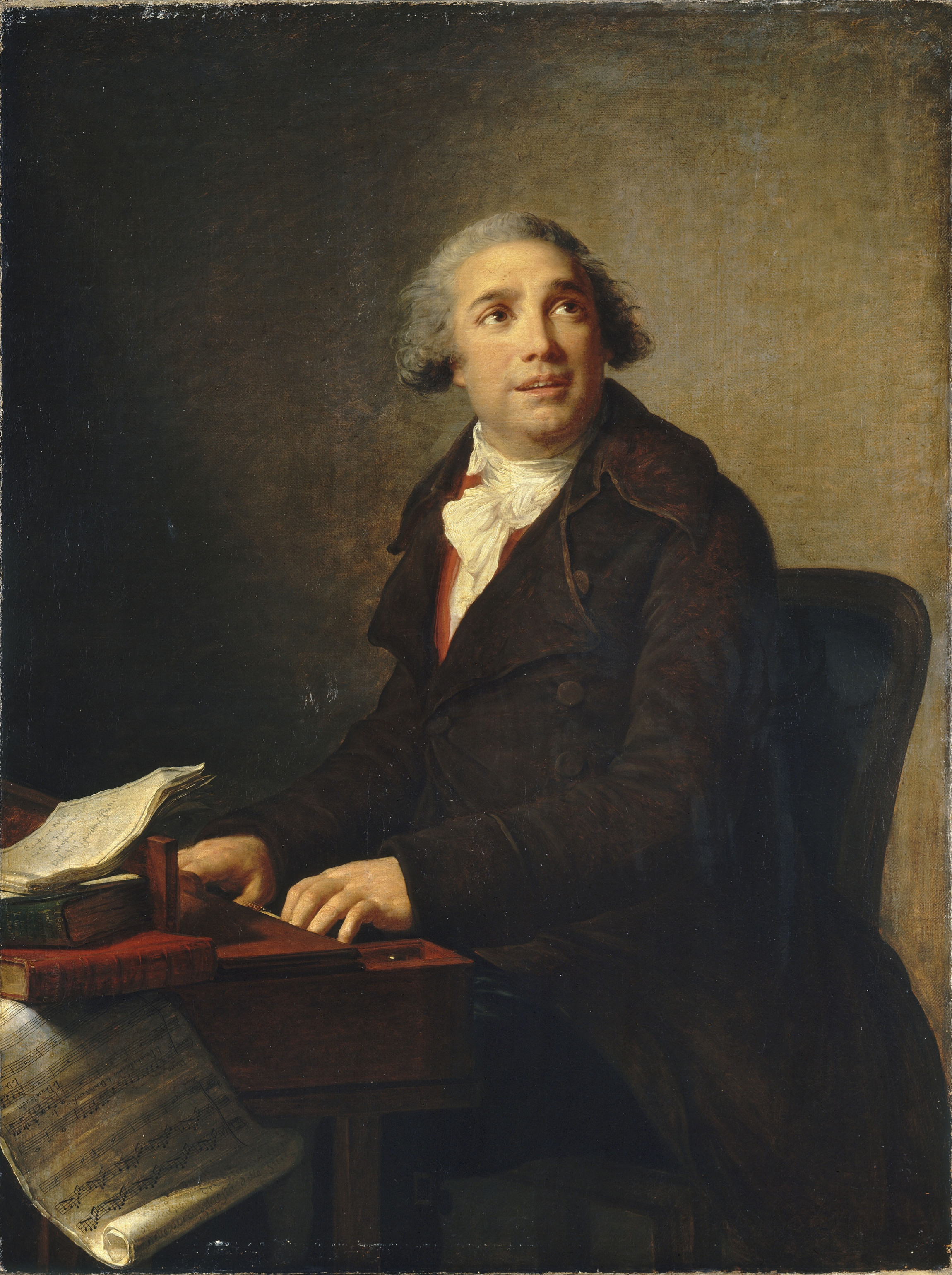
Giovanni Paisiello
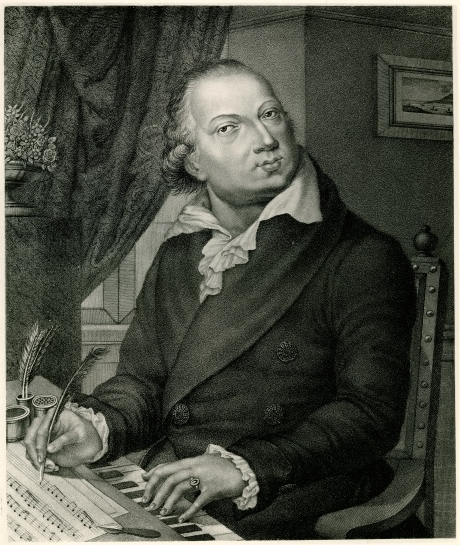
Domenico Cimarosa
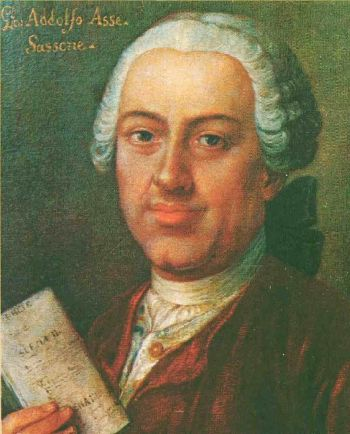
Johan Adolf Hasse